# Pedro Lima (futebolista)
Pedro Henrique Cardoso de Lima (Cabedelo, 1 de julho de 2006) é um futebolista brasileiro que atua como lateral-direito. Atualmente joga pelo Wolverhampton Wanderers.

## Carreira

### Início
Nascido em Cabedelo, Pedro Lima começou sua carreira no futsal, pela equipe do EC Meninos da Paraíba. No ECMP, ele permaneceu dos sete até os 15 anos, somando oito anos de projeto. Com a camisa paraibana, o jogador empilhou títulos, ao todo foram seis. Pedro Lima foi tetracampeão paraibano, bicampeão brasileiro de futebol de sete.

### Sport
Pedro Lima foi para a base do Sport Recife aos 15 anos em 2021. Em 12 de setembro de 2023, seu contrato foi estendido até 2026.
Após subir para o elenco principal em 2024, Pedro estreou pelo Leão em 29 de janeiro, na vitória por 2-0 do Sport diante do Afogados da Ingazeira. Sua estreia foi bem positiva para partida, onde teve uma atuação segura e rendeu elogios da torcida rubro-negra. Pedro marcou seu primeiro gol profissionalmente na partida seguinte, contra o Flamengo de Arcoverde, onde o Sport ganhou de 3-0.
Em 25 de fevereiro, após ser sempre a primeira escolha para o Sport, Pedro renovou com o time até 2027.
Pedro Lima terminou sua trajetória pelo Sport com 26 partidas, 2 gols e 2 assistências.

### Wolverhampton Wanderers
Em 17 de junho de 2024, com venda encaminhada ao Chelsea, o Sport anunciou um acordo com o Wolverhampton Wanderers por "cessão de direitos econômicos e federativos" de Pedro Lima. Em 2 de julho, Pedro foi anunciado oficialmente pelo Wolves, assinando um contrato de 5 temporadas pelo clube.
Pedro Lima estreou pelo clube em 15 de julho, em um amistoso contra o Como, onde o Wolves ganhou por 1-0. Ele estreou profissionalmente em 27 de agosto, na vitória de 2-0 sobre o Burnley pela Copa da Liga Inglesa, onde fez uma assistência para Gonçalo Guedes marcar.
Pedro estreou na Premier League em 6 de janeiro de 2025, onde o Wolves foi goleado por 3-0 contra o Nottingham Forest em casa.

## Carreira internacional

### Seleção Brasileira

#### Sub-17
Para a Copa do Mundo FIFA Sub-17 de 2023, Phelipe Leal convocou Pedro Lima para a seleção brasileira sub-17. Ele participou de todas as cinco partidas da seleção durante a competição, quando a seleção eliminado pela Argentina.[carece de fontes?]

#### Sub-20
Em 20 de dezembro de 2024, Pedro Lima é convocado para a Seleção Brasileira Sub-20 por Ramon Menezes para a disputa do Campeonato Sul-Americano de Futebol Sub-20 na Venezuela.

## Títulos

#### Sport Recife
- Campeonato Pernambucano: 2024[17]